# Oscillatoriophycideae
Oscillatoriophycideae é uma subclasse de algas pertencente à classe Cyanophyceae.
A autoridade científica da subclasse é L. Hoffmann, J.Komárek & J.Kastovsky, tendo sido descrita no ano de 2005.
Segundo o AlgaeBase trata-se de um nome provisional, possuindo 1698 espécies descritas, distribuídas por 2 ordens:
- Chroococcales
- Oscillatoriales